# Herichthys pearsei
Herichthys pearsei és una espècie de peix de la família dels cíclids i de l'ordre dels perciformes.

## Morfologia
Els adults poden assolir 20 cm de longitud total.

## Hàbitat
Viu en zones de clima tropical entre 26 °C-30 °C de temperatura.

## Distribució geogràfica
Es troba a l'Amèrica Central: vessant atlàntic entre el sud-est de Mèxic i el nord de Guatemala.